# Cité Bonjean Military Cemetery
Le cimetière « Cité Bonjean Military Cemetery » est un cimetière de la Première Guerre mondiale situé à Armentières (Nord).

## Victimes
| Pays             | Victimes |
| ---------------- | -------- |
| Royaume-Uni      | 1190     |
| Canada           | 16       |
| Australie        | 473      |
| Nouvelle-Zélande | 453      |
| France           | 3        |
| Belgique         | 2        |
| Allemagne        | 518      |
| Total            | 2655     |